# Viladecans
Viladecans är en ort och kommun i Spanien.   Den ligger i provinsen Província de Barcelona och regionen Katalonien, i den östra delen av landet, 500 km öster om huvudstaden Madrid. Viladecans ligger 20 meter över havet och antalet invånare är 63 489.
Terrängen runt Viladecans är platt åt sydost, men åt nordväst är den kuperad.  Närmaste större samhälle är Barcelona, 14,6 km nordost om Viladecans. Runt Viladecans är det i huvudsak tätbebyggt.